# Дза Патрул Ринпоче
Первый Патрул Ринпоче (Патрул Орджен Джигме Чоки Вангпо, 1808—1887) — учитель традиции ньингма.
Родился в Дзачуке, районе Кама, и был признан тулку Палге Самтена Пхунцока, жившего здесь прежде. Позднее Додрупчен Джигме Озер и другие великие ламы распознали в нём воплощение Ченрези и Шантидевы, а также воплощение речи Джигме Лингпы.
Он изучал сутры и тантры в Университете Дзогчена Шри Сингхи и достиг высших степеней. Он стал великим ученым и учителем, особенно связанным с распространением учений Дзогчен Лонгчен Ньингтик, которые ему были переданы его главным учителем Джигме Гялва Ньюгу, одним из трех Джигме — трех великих учеников Джигме Лингпы (держателя линии преемственности Ньингтик), и Шестым Дзогченом Ринпоче, Мингьюр Намка Дордже.
Первый Патрул Ринпоче написал множество текстов, включая знаменитый Кунсанг Ламэ Шалунг (переведенный на английский как «Наставления моего совершенного учителя»), очень ясное и вдохновенное введение в учения Дзогчен. Многие великие ламы того времени, такие как Каток Ситу Ринпоче, Пятый Дзогчен Ринпоче и Тэртон Согьял Лэраб Лингпа получили от него передачу учений Ньингтик, и благодаря своей деятельности он смог распространить эту драгоценную линию преемственности Дзогчена и обеспечить её дальнейшую непрерывную передачу на благо всех существ.
Постоянно скитаясь, никогда не имея никакой собственности или своего монастыря, и часто сохраняя инкогнито, он учил в своей притягательной и уникальной манере, изменяя стиль в зависимости от способностей слушателей. В 1887 году, в возрасте восьмидесяти лет, он созвал всех своих учеников и подготовил их к своему уходу, напомнив им, что все непостоянно. Он предложил им задать любые вопросы, чтобы прояснить все возможные сомнения и дал свои последние благословения.